# KMVT

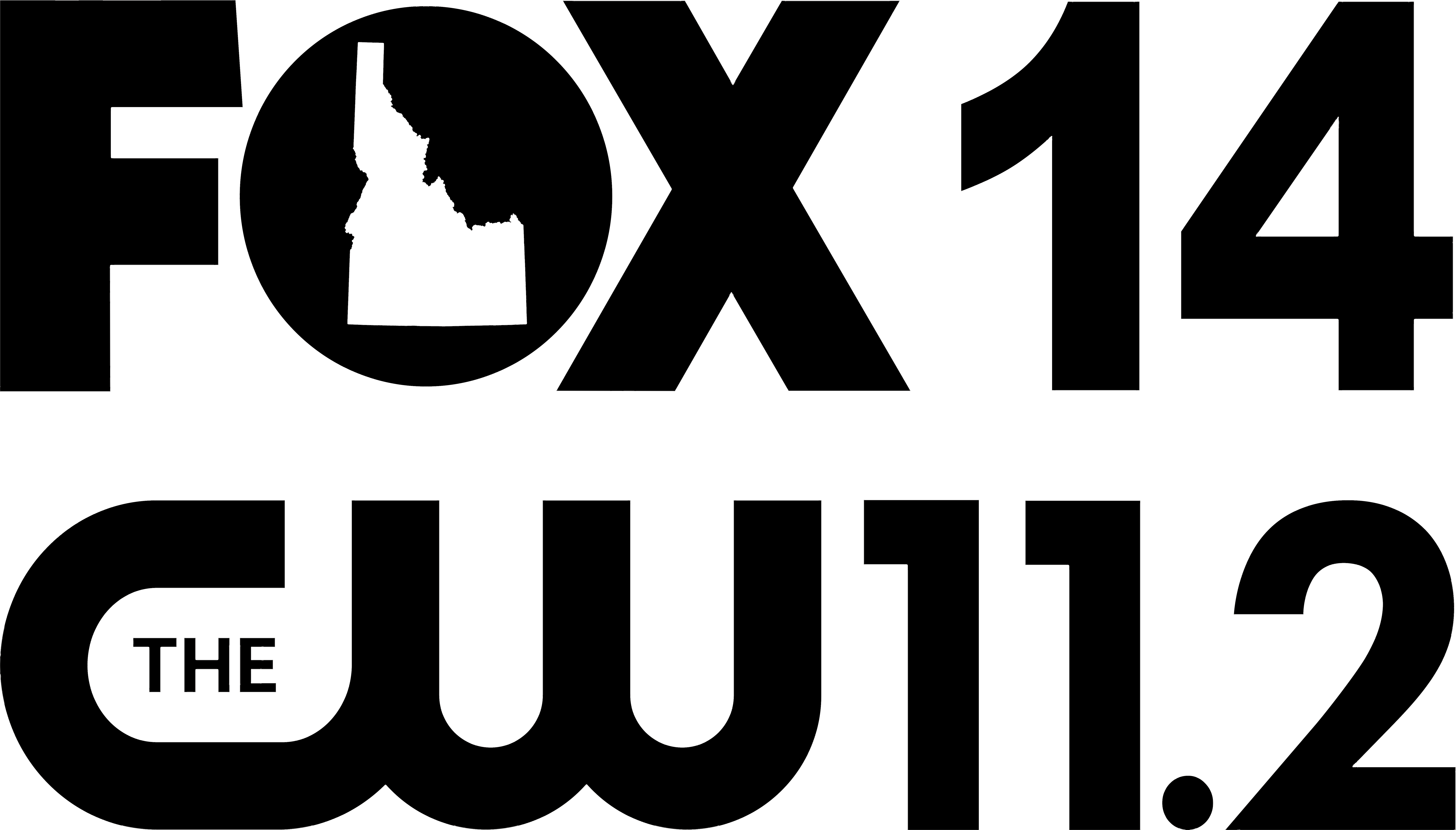
Fox et The CW

KMVT est une station de télévision américaine située à Twin Falls dans l'Idaho affiliée au réseau CBS. Son émetteur est situé non loin de Jerome (Idaho).

## Télévision numérique terrestre
| Canal virtuel | Image | Ratio | Programmation                                 |
| ------------- | ----- | ----- | --------------------------------------------- |
| 11.1          | 1080i | 16:9  | Programmation principale KMVT / CBS HD        |
| 11.2          | 720p  | 16:9  | The CW                                        |
| 11.3          | 480i  | 4:3   | Simultané de KSVT-LD (en) (Fox / MyNetworkTV) |

## Antennes
- K04EN canal 4 Glenns Ferry
- K08OK-D canal 8 Ketchum (permis de construction)
- K13HG canal 13 Ketchum
- K31IF-D canal 31 Hagerman
- K44JA-D canal 44 Burley
- K50KM-D canal 50 Glenns Ferry (permis de construction)
- K59CC canal 59 Burley